# 이스마일 가스프린스키
이스마일 가스프린스키(크림 타타르어: İsmail Gaspıralı; 러시아어: Исмаи́л Гаспри́нский, 1851년 5월 20일 ~ 1914년 9월 24일)는 크림 타타르족 지식인, 교육자, 출판인, 범튀르크주의 정치인으로 중앙아시아의 자디드 운동에 영감을 주었다. 그는 러시아 제국 최초의 무슬림 지식인 중 한 명으로, 튀르크족과 이슬람 공동체의 교육과 문화 개혁과 현대화의 필요성을 깨달았다. 그의 성은 크림반도의 가스프라 마을에서 유래되었다.

## 전기
이스마일은 주로 1883년에 창간된 1918년까지 존재했던 《테르퀴멘》을 통해 자신의 생각을 전달하였다. 그의 출판물들에서 그는 튀르크족들 사이의 단결과 연대를 요구했고 유럽화를 통한 그들의 현대화를 지지했다. 이스마일은 현대화를 위한 유일한 방법은 교육을 통해서라고 믿었다. 그는 교육 개혁의 도입을 널리 주창했고, 종교에 중점을 둔 무슬림 학교의 전통적인 교육 시스템을 비판했으며, 아이들에게 모국어로 효과적으로 읽는 법을 가르치는 새로운 방법을 고안하고 교육 개혁을 도입했다.
그는 공통의 문학 언어의 창조를 지지했고, 따라서 아랍어와 페르시아어에서 가져온 단어들을 생략한 튀르키예어의 단순한 형태인 "범튀르크어" 언어를 개발했는데, 이는 "보스포루스 해협의 뱃사공과 카슈가르시의 낙타 운전사"에 의해 이해되도록 의도되었다. 《테르퀴멘》은 러시아 제국, 이집트, 이란의 이슬람교도들 사이에서 캅카스에 가입자를 두고 있었다.
1881년 저서 《러시아 무슬림》에서 그는 다음과 같이 썼다.
"우리의 무지가 우리의 낙후된 상태의 주된 이유입니다. 우리는 발견된 것과 유럽에서 일어나고 있는 일에 전혀 접근할 수 없습니다. 우리는 우리의 고립을 극복하기 위해 읽을 수 있어야 하며, 유럽 출처로부터 유럽 사상을 배워야 합니다. 우리는 우리 학생들이 그러한 접근을 할 수 있도록 초등학교와 중등학교 과목들을 도입해야 합니다."

## 같이 보기
- 크림 타타르인